# Diltiazem
En farmacología, el diltiazem es el nombre genérico de un medicamento que pertenece a los bloqueadores de los canales de calcio a nivel muscular, produciendo vasodilatación, por lo que se utilizan en medicina para el tratamiento de la hipertensión, la angina de pecho y algunos trastornos del ritmo cardíaco. El diltiazem se categoriza como un fármaco antianginoso de clase 3 y como antiarrítmico de clase 4, provocando cambios mínimos en el sistema nervioso simpático.
El diltiazem es un potente vasodilatador, por lo que aumenta el flujo sanguíneo disminuyendo la frecuencia cardíaca por vía de una fuerte depresión de la conducción del nódulo auriculoventricular. Sus acciones farmacológicas son muy similares a las del verapamilo. El diltiazem es metabolizado en el hígado por la enzima CYP3A4, de quien es inhibidor. Es un medicamento generalmente contraindicado en el síndrome del nodo enfermo, en trastornos de conducción del nodo AV, en la bradicardia, en la función disminuida del ventrículo izquierdo, en enfermedades oclusivas periféricas y en la enfermedad pulmonar obstructiva crónica (EPOC).

## Efectos terapéuticos
El diltiazem es un potente vasodilatador de la circulación coronaria y de vasos sanguíneos periféricos. Esa función le da la cualidad de disminuir la resistencia vascular periférica y la poscarga cardíaca. El diltiazem tiene también efecto inotrópico negativo por lo que causa una modesta disminución en la contractilidad reduciendo el consumo de oxígeno por el músculo cardíaco. Tiene a su vez un efecto cronotrópico negativo sobre el corazón causando una disminución de la frecuencia cardíaca. Este último efecto es debido a su capacidad de enlentecer al nodo sinusal cuyo efecto igualmente alivia el consumo de oxígeno del miocardio. Al reducir la conducción del nódulo AV, el diltiazem tiene un efecto dromotrópico negativo, haciendo que se incremente el tiempo necesario para producir cada latido, reduciendo aún más la demanda de oxígeno cardíaco.
De manera refleja a las acciones del diltiazem causan una respuesta simpática lo que resulta en hipotensión, bradicardia y mareos.
Aunque puede tener efectos hipolipídicos cuando se administra diltiazem con una dieta rica en grasas, no es un medicamento que puede prevenir el depósito de placas ateroscleróticas en las arterias del organismo.

## Indicaciones
El diltiazem es indicado en la angina estable inducida por ejercicio, pues aumenta el flujo coronario y disminuye la demanda de oxígeno del miocardio. El diltiazem es también efectivo en la angina variante por su acción directa de dilatar las arterias coronarias. En la angina inestable, el diltiazem puede mejorar el dolor si el mecanismo de base es un vasoespasmo.
En la taquicardia supraventricular como la fibrilación auricular y el aleteo auricular, el diltiazem parece ser tan eficaz como el verapamil, especialmente las taquicardias de reentrada.
En la hipertensión arterial el diltiazem causa vasodilatación, en especial la hipertensión de baja renina.
Por su efecto vasodilatador, el diltiazem es usado en gel para disminuir la presión del esfínter anal, en casos de fisuras anales.

## Contraindicaciones
En los pacientes con función ventricular reducida, como en la insuficiencia cardíaca, puede que no sean capaces de tolerar los efectos inotrópicos y cronotrópicos del diltiazem y se produzca un empeoramiento de la función ventricular. En trastornos de conducción, el uso de diltiazem puede igualmente empeorar el cuadro por sus efectos sobre el sistema de conducción cardiaca. Los pacientes con una tensión arterial sistólica menor de 90 mmHg no deben ser tratados con diltiazem por ninguna patología. En el síndrome de Wolff-Parkinson-White, el diltiazem parece que aumenta paradójicamente la frecuencia de contracción ventricular por razón de los caminos de conducción alternos causados por la enfermedad.